# Нагоя Оушенс
«Нагоя Оушенс» (яп. 名古屋オーシャンズ, англ. Nagoya Oceans) — японский мини-футбольный клуб из города Нагоя, префектуры Айти. Клуб был основан в 2006 году. Одна из сильнейших команд азиатского футзала.

## История
Футзальный клуб «Нагоя Оушенс» изначально создавался как потенциальный флагман японского футзала. Свои намерения команда подтвердила уже в дебютном сезоне, став с первой попытки чемпионом страны. «Нагоя Оушенс» в первые годы своего существования смогла стать базовым клубом для сборной Японии. В команде помимо ключевых игроков сборной Японии, регулярно выступают звёзды мирового футзала, такие как Маркиньо и Рикардинью.
«Нагоя Оушенс» является безоговорочно сильнейшим клубом страны. Команда из префектуры Айти двенадцать раз выигрывала чемпионат Японии и четырежды побеждала в Азиатской Лиге чемпионов.
Руководство клуба уделяет большое внимание развитию детского футзала в стране. В 2008 году была создана первая в Японии профессиональная футзальная школа для детей всех возрастов.
Техническим спонсором команды является датская компания Hummel.

## Состав команды
| Позиция    | Имя              | Гражданство |
| Вратарь    | Синода Рюма      | Япония      |
| Вратарь    | Табути Хироси    | Япония      |
| Защитник   | Артур Оливейра   | Япония      |
| Защитник   | Онитсюка Сокеи   | Япония      |
| Универсал  | Мидзутани Сома   | Япония      |
| Универсал  | Андресито        | Испания     |
| Универсал  | Андо Риохи       | Япония      |
| Универсал  | Ниситани Риосукэ | Япония      |
| Универсал  | Йосикава Томоки  | Япония      |
| Универсал  | Дарлан           | Бразилия    |
| Универсал  | Яги Кийото       | Япония      |
| Универсал  | Миягава Таики    | Япония      |
| Нападающий | Пенезио          | Бразилия    |
| Нападающий | Хирата Массанори | Япония      |

## Достижения
- Чемпион F.League (15): 2007/08, 2008/09, 2009/10, 2010/11, 2011/12, 2012/13, 2013/14, 2014/15, 2015/16, 2017/18, 2018/19, 2019/20, 2020/21, 2021/22, 2022/23
- Победитель Азиатской Лиги чемпионов (4): 2011, 2014, 2016, 2019
- Обладатель Кубка Японской лиги (9): 2010, 2011, 2012, 2013, 2014, 2017, 2018, 2019, 2022
- Обладатель Кубка JFA (6): 2007, 2013, 2014, 2015, 2018, 2019

## Статистика выступлений
| Сезон     | Лига     | Место                                |
| --------- | -------- | ------------------------------------ |
| 2007/2008 | F.League | чемпионы (1 в регулярном чемпионате) |
| 2008/2009 | F.League | чемпионы (1 в регулярном чемпионате) |
| 2009/2010 | F.League | чемпионы (1 в регулярном чемпионате) |
| 2010/2011 | F.League | чемпионы (1 в регулярном чемпионате) |
| 2011/2012 | F.League | чемпионы (1 в регулярном чемпионате) |
| 2012/2013 | F.League | чемпионы (1 в регулярном чемпионате) |
| 2013/2014 | F.League | чемпионы (1 в регулярном чемпионате) |
| 2014/2015 | F.League | чемпионы (1 в регулярном чемпионате) |
| 2015/2016 | F.League | чемпионы (1 в регулярном чемпионате) |
| 2016/2017 | F.League | финал (2 в регулярном чемпионате)    |
| 2017/2018 | F.League | чемпионы (1 в регулярном чемпионате) |
| 2018/2019 | F.League | чемпионы (1 в регулярном чемпионате) |
| 2019/2020 | F.League | чемпионы (1 в регулярном чемпионате) |
| 2020/2021 | F.League | чемпионы (1 в регулярном чемпионате) |
| 2021/2022 | F.League | чемпионы (1 в регулярном чемпионате) |

## Стадион
Матчи команда проводит в городе Нагоя, в современном комплексе «Такеда Тэва Оушен Арена», расположенном по адресу 2 Chome-7番 Kinjofuto, Minato Ward, Nagoya, Aichi 455-0848. Вместимость — 2 569 человек.